# Vivent les pénitences
Vivent les pénitences est un film belge du réalisateur Christian Mesnil tourné en 1966.

## Argument
Ce film est une évocation brève et particulière du problème des loisirs pendant les vacances.
La rue, c'est là qu'il se sent le plus libre, le plus indépendant, le plus seul aussi. Il cherche des copains : la bande se forme.